# Hiroshi Matsushita
Hiroshi Matsushita (n. 2 de octubre de 1941) es un historiador japonés especializado en historia del peronismo y el movimiento sindical en Argentina. Es profesor de historia en la Universidad de Kobe, en el doctorado de Estudios de Cooperación Internacional. Es presidente de la Asociación de Amistad Japón-Chile en la ciudad de Tokai y de la Asociación Japonesa de Estudios de América Latina, e integrante de la Comisión Directiva de la Asociación de Amistad Japón-Argentina.

## Biografía
Licenciado en Relaciones Internacionales de la Universidad de Tokio y doctor en Historia de la Universidad Nacional de Cuyo, Argentina.
Matsushita es autor de un estudio sobre la influencia sindical en el origen del peronismo en el que descubre que el nacionalismo y la voluntad de participación política del sindicalismo se había desarrollado años antes del ascenso de Perón. El libro (Movimiento Obrero Argentino 1930-1945) ha sido considerado como una de las tesis claves para la comprensión del peronismo.
Matsushita desarrolló sus investigaciones en la Universidad Nacional de Cuyo. Originalmente su intención era investigar la actuación de la Argentina en la Segunda Guerra Mundial y la influencia del nacionalismo, pero una vez en Argentina percibió que la influencia del sindicalismo preexistente al peronismo no había sido adecuadamente estudiado ni valorado en el surgimiento de esa fuerza política en la década del 40. Matsushita, por ejemplo, señala que las nacionalizaciones que realizara el peronismo (1946-1955), eran medidas reclamadas por los sindicatos argentinos durante las décadas del 20 y del 30.

## Obra
- Movimiento Obrero Argentino 1930-1945: Sus proyecciones en los orígenes del peronismo (1986), Buenos Aires:Hyspamérica (1ed. en 1983)
- Peronismo, Autoritarismo y Dependencia (en japonés)
- «El populismo clásico y el neo-populismo en América Latina en torno al cambio de sus perspectivas analíticas» en Faces y perspectivas Latinoamericanas, editado por el Centro de Estudios Latinoamericanos de la Universidad Nanzan, 2004, Korosha, Otsu, Japón, pp.272-299